# Cryptophorellia stenoptera
Cryptophorellia stenoptera är en tvåvingeart som beskrevs av Amnon Freidberg och Albany Hancock 1989. Cryptophorellia stenoptera ingår i släktet Cryptophorellia och familjen borrflugor.
Artens utbredningsområde är Madagaskar. Inga underarter finns listade i Catalogue of Life.